# موش دم‌سیاه
موش دم‌سیاه (نام علمی: Peromyscus melanurus) نام یک گونه از سرده موش‌های آهویی است.